# ルミナスアーク
『ルミナスアーク』（Luminous Arc）は、マーベラスインタラクティブから2007年2月8日に発売されたニンテンドーDS用シミュレーションRPG。

## 概要
ルミナスアークシリーズの第一作で、ニンテンドーDSでは初のファンタジーシミュレーションRPG。開発を担当したイメージエポックにとっても、自社で開発を手掛けた初めてのゲーム作品となった。
続編として『ルミナスアーク2 ウィル』が発売されたほか、本作の外伝的な内容の『ルミナスアーク ドリームキュア』が携帯電話向けアプリとして登場している。2009年冬には『ルミナスアーク3 アイズ』、2015年にはPSVITAで『ルミナスアーク インフィニティ』が発売された。

## ストーリー
―少年は少女と出会い、戦いが始まった。―
今より千年も昔、この世界には魔女と竜という2つの強大な力をもつ種族が終わることのない戦いを繰り広げていたといわれる。魔女は圧倒的な破壊の力、竜は絶対不滅の護りの力を持ち、この2つの力の衝突は地上を荒廃させ、世界は闇に閉ざされた。人々はこの災厄を「アルドヘルドの災厄」と呼び悲しみに暮れた。それを嘆いた聖人はある地で永きにわたり片時も休まずに祈りを捧げ続けた。そして終に神は降臨した。神は魔女と竜を滅ぼした後、荒廃した世界を聖なる光で浄化し、この世界にシュトラバールという名を与え祝福した。以後、竜と魔女は邪悪なものとされ、神が降臨した彼の地は「聖地カナル」と呼ばれ、祈りを捧げ続けた聖人は「聖人ルミナス」と呼ばれるようになった。
やがてそれは伝説となり、その伝説を元に人々は「ルミナス教」という神教を作り上げた。そして現代、ルミナス教は法王ヨハネスの指導を元に人々を導き、千年もの平和な時代を築き上げていた。しかしその平和な時代にも、魔女という邪悪な闇が差し込みはじめていた。世界のあらゆる場所で異形なる怪物が大量に発生し、教団内でも「アルドヘルドの災厄」の再臨が囁かれるようになる。教団寄宿舎エバーガーデンに暮らす見習い騎士達にも、魔女との戦いが迫っていた。

## システム
シナリオが章ごとに区切られ、各章が「アドベンチャーパート」と「シミュレーションパート」に分けられている。アドベンチャーパートはマップの移動や行動、物語が進行していく部分で、シミュレーションパートはアクティブターン制によるバトルを行う。この二つを交互に繰り返しながら、ゲームは進行していく。また、章と章の合間に「夕暮れコピン」というショートストーリーが挟むことがある。

### 呪言システム
このゲームの特徴的なシステムの1つ。シナリオをある一定の所まで進めると、特定のマップにて行えるようになる。ゲーム中には呪言練成という形で登場する。
呪言練成が行えるようになった後、自由戦闘も含む戦闘後に呪言というものが手に入るようになる。この呪言を所持した状態で特定のマップに行くと呪言練成が行える。詳細は下記の通り。
- 呪言は名前、意味、属性、効果の四つを持ち、入手した時点では名前以外何れも不明なままである。これらは鑑定料を支払って鑑定して貰うことによって明らかにすることができる。
- 鑑定には梅、竹、松の3つのコースが存在し、梅は意味のみ。竹は意味と属性。松は意味と属性と効果と、それぞれ明らかに出来るものが異なり、鑑定料は梅から松になるに従い高額となる。
- 練成には1回の練成につき、任意の武器、防具一つ（ただし、既に練成によって効果が付与されているものや一部の武器、防具を除く）と2つの呪言が必要。
- 組み合わせる呪言によっては練成に失敗することもある。一方で、特定の武器、防具と呪言の組み合わせによってレアアイテムが手に入ることもある。なお、この特定の組み合わせは練成時のアリス、テレスの台詞によってある程度予測できる。

### 戦闘システム
戦闘が始まる前に、プレイヤーは戦闘に参加するメンバーを選択する。参加人数は最大8人。特に明示されないが、選択画面での選択する順番によってキャラクターの初期配置が変化する。
行動の順番はムーブの高い順に行われる。ムーブは移動歩数も示している。行動は「移動」「攻撃」「待機」から選択できる。「移動」「攻撃」の順序は任意、「待機」はそのうち片方もしくは両方を行わない場合に選択する。「移動」「攻撃」の両方を行うか、「待機」を選択するとそのキャラクターのターンは終了となり、次のキャラクターの行動に移行する。行動内容によってキャラクターは経験値を得ることができ、レベルを上げることでステータスが上昇し、スキルや魔法を習得することができる。また、レベルアップ時にはステータスが回復する。
勝敗の条件は戦闘によって様々だが、基本的には味方、もしくは敵が全滅するまで繰り返される。

#### フラッシュドライブ
キャラクター固有の必殺技。レベルアップやイベントで習得することができ、FPを消費して発動できる。
FPは、初期の状態では0で、行動を繰り返すか、アイテムを使用することで上昇し、最大3段階まで溜められる。敵を倒すとより多く溜めることができる。キャラクターにはFPの段階ごとに必殺技が備わっている。
敵でもボスキャラのような敵はフラッシュドライブを使ってくることがある。相手側は特別に最初からFPが最大まで溜まっている場合がある。

#### シンフォニズム
ある特定のキャラクター同士が協力して発動する技。フラッシュドライブよりも強力な威力を発揮する。発動するには特定のすべてのキャラクターがFPを3まで溜め、それぞれのシンフォニズムの特定の条件を揃える必要がある。

#### アフターブレイク
戦闘が終了した後、その戦闘に参加したキャラクターと会話することができる。選択したキャラクターと会話の仲に、プレイヤーが選択肢を迫られる場面がある。どの選択肢を選ぶかによって、親密度が上下する。
親密度は「ノーマル」→「ベター」→「ベスト」→「マックス」の4段階で変化する。親密度を上げることで、キャラクターからアイテムが貰えることがある。親密度を「マックス」にするとイベントが起き、キャラクターによってはイベントCGが表示される。1周のプレイで行える会話の数はキャラクターにつき10数個しかなく、全ての会話をこなすと親密度を表すハートが青色になり、次の周回までそれ以上親密度は上がらない。

#### 通信対戦
シナリオをある程度進めると、通信対戦が可能になる。通信対戦には「ワイヤレス対戦」と「Wi-Fi対戦」の2つがある。
ワイヤレス対戦は、近くにいるプレイヤー同士が通信して対戦することができる。カートリッジは人数分必要。ルールの設定はなく、敵を全滅させると勝敗が決まる。また、戦場となるマップもランダムで選ばれる。
Wi-Fi対戦は、オンラインを通じて遠くにいるプレイヤーと対戦することができる。友達コードを登録したもの同士、およびランダムに相手を検索しての対戦が可能。後者の場合はキャラクターのレベル差近いプレイヤーから優先にマッチングされる。基本的な対戦の仕様はワイヤレス対戦と大差はない。対戦を終えた後、勝敗に関わらずアイテムが手に入る。切断された場合もアイテムは手に入るが、勝敗数のカウントはされない。

## 登場人物

### ガーデンチャイルド
アルフ=アーウィン声 - 石田彰
本作の主人公。幼い頃唯一の肉親である弟のテオと共に教団に孤児として拾われ、教団寄宿舎の神の庭エバーガーデンで暮らしてきた騎士見習いの少年。戦闘では片手剣（ブロードソード）と銃を併用して戦う。正義感が強く、頑固で一本気なところがあるが、テオや仲間達を心の底から大切に思っている。聖騎士（アークナイト）と呼ばれているヒースに憧れており（彼曰く、師であり父であり兄のような存在）、彼に少しでも近づく為に毎日欠かさず厳しい訓練に打ち込んでいる。
ヒースが精鋭部隊クロウナイツに強制召集された後、東方賢者支部で枢機卿キングストンからのラピスティアの探索と魔女の断罪の命を受け、ヒースからガーデンチャイルドの小隊フェイタルハウンドのリーダーに任命される。その任務の遂行中、紅蓮の魔女ヴァネッサにテオが竜化のルーンを掛けられてしまった事が発端となり、魔女の力を借りる為にやむなく魔女の里に行くことになる。そこで紫電の魔女クレアと大賢者パヤン＝パヤンと出会い、自分とテオが実は人間ではなく竜の子であり、そして教団は神がこの星を喰らい尽くすために生み出した悪しきものであり、魔女は星を守る為に存在する者であるという真実を知る。その後、暁光の魔女ルーシャから自分とルーシャが対の存在の竜と魔女であることを聞かされ、以後魔女達に同行する事になる。
彼の中の竜の力は普段眠っているが、対の存在の魔女、ルーシャのリム（力の覚醒した竜）として覚醒する時、彼の中の絶対不滅の盾の力が目覚める。ちなみに、リムとして覚醒する時に彼が着ている鎧の外見も変化する。また銃の外見も変化し、常に持っている訳ではなく戦闘時のみ銃を召喚して戦うようになる。
最終決戦においてルーシャが自らの命を代償に全てを滅ぼす大技を使う際、彼女ではなく星を守らなくてはいけなくなった（複数を同時に対象とする事が出来ないのか、彼女の技がそれほど大きな威力なのかは不明）時、彼女に「ルーシャのいない世界になんか意味は無い」と叫んだり、その後やむなく星を守る際に「好きな女の子一人守れない力なんて」と悔しがった事、更にリムとしての覚醒条件が“魔女と竜が互いに想い合う事”という点から彼がルーシャに好意を抱いている事が分かる。
テオ=アーウィン声 - 三瓶由布子
アルフの弟。幼い頃に兄と共に教団に拾われ、共にエバーガーデンで厳しい訓練に耐えてきた。明るく純朴な少年だが臆病なところがあり、彼自身はそのことをとても気にしている。唯一の肉親であるアルフを慕っており、エバーガーデンの中でも常に行動を共にしている。だがその反面、アルフから嫌われることを極端に恐れているという面も。かなりの大食漢で特に卵料理が大好き（モンスターの卵に対してにもヨダレを垂らすほど）。
フェイタルハウンドの一員として枢機卿キングストン勅命の任務の遂行中に、紅蓮の魔女ヴァネッサがアルフに向けて放った竜化のルーンを彼が兄をかばって受けた事で体の一部が竜化してしまい、兄や仲間達に嫌われることを恐れて黙っていたがすぐにばれてしまった。それが発端となりルーシャに魔女の里に案内され、そこで大賢者パヤン＝パヤンとその弟子ポロンの力を借りて、竜化のルーンを解く「虹竜のペンダント」を作ってもらい、無事に竜化を解くことに成功し、以後竜の力を自在に操ることが出来るようになる。
彼とアルフが兄弟であることを示す2つに割れた石をいつも宝物のように持ち歩いている。この石はアルフとテオが教団に拾われた際に二人が片方ずつ握り締めていたものだが、アルフがルーシャのリムとして覚醒する時、2つに割れていた石が一つになり、それが光のラピスティアであることが発覚する。
戦闘では弓を使用するほか、腕を竜に変化させた状態での攻撃も行う。
本作の外伝『ルミナスアーク ドリームキュア』では主人公を務める。
サキ声 - 園崎未恵
「影の一族」と呼ばれるシノビの末裔の少女で、数年前に謎の一団により起こった里の襲撃事件の生き残り。実はこの事件は、当時雷のラピスティアを奉っていた忍の一族からのラピスティア強奪を目的としたルミナス教団の襲撃だった。事件の後、教団に保護され、以後エバーガーデンのメンバーとして働くことになる。素早い動きを生かした情報収集や諜報活動を得意としており、教団からの命を受け、その手の任務でガーデンを留守にすることが多い。彼女曰く、「私の情報は正確無比」とのこと。しかし、自分の知らないことを聞かれるとしどろもどろになったり、機嫌が悪くなるという一面も。物静かな性格で、セシルとは大の仲良し。そのため、「のろまなセシルといいコンビだよなあ」とレオンにからかわれることが多い。
シノビらしく、足の速さはパーティ内トップクラス。遠く離れたエバーガーデンにセシルを送る、という話が持ち上がった時「私が送る」「私の足ならすぐに追いつく」と言ってのけるほど。
武器はクナイを使用するほか、影の一族としての様々な術を操る。
『アークライズファンタジア』にゲスト出演している。
『・・・一人でも大丈夫・・・』
身長158cm、Cカップ。
レオン声 - 藤原啓治
幼い頃からアルフ達と共にエバーガーデンで騎士としての修行を積んできた青年で、大剣を操る戦士。アルフたちの幼馴染で面倒見の良い頼れる兄貴分だが、女好きなところが玉に瑕。訓練をサボるという悪癖があり、注意を受けることも少なくないが、戦士としての卓越した才能を持つ。獅子王と呼ばれ、生前はゼフィロス騎士団長を務めていた重騎士の父親を尊敬しており、いつかは親父を越える立派な騎士になるというのが目標。彼の父親は2年前聖都セントライズに侵入した海賊の不意打ちによって命を落としたと言われているが、後に現ゼフィロス騎士団長のアンドレによって殺害されたという事が発覚する。
食に関する知識が豊富で、各地の名物料理を（情報通のサキ以上に）知り尽くしている。実はセシルのことが好き。
ヒース声 - 鳥海浩輔
エバーガーデンにおいてガーデンチャイルドの訓練・教育を担当している青年。アルフの憧れの人物であり、人々から聖騎士（アークナイト）として尊敬を集めている。過去の経験から、魔女は断罪すべき者と信じており、魔女に深い憎しみを抱いている。その為魔女の間では、「断罪の使徒」と呼ばれているらしい。枢機卿キングストンと法王ヨハネスの勅命により精鋭部隊クロウナイツに強制的に召集された後、同じくキングストンからラピスティアの探索と魔女の断罪の命を受けたアルフ達ガーデンチャイルドの小隊に「フェイタルハウンド」（神の猟犬という意味）の名を与え、リーダーの座をアルフに託す。戦闘の際は槍を操り戦う。
魔女と行動する事になったアルフ達と再会した時彼らに辛く当たるが、それも自らの立ち位置があった為。カイに密かにアルフ達の護衛を頼むなど本心では彼らを心配しており、更にどうやらかなり前の段階で世界の真実に気付いていた様子である。
ニコラ声 - 岸尾大輔
数年前までエバーガーデンのメンバーだった青年。現在は教団の特別な許可を貰い、教団内では禁止されている魔女とルーン（魔法）に関する研究をしている。それ故ルーンに関する知識は豊富だが、語りだすと止まらないオタク体質であり、周囲の魔女からは「魔女オタク」と呼ばれ変態扱いされることもしばしば。魔女に心酔しており、口癖は「魔女サマ〜！」。セシルのことが好きで、魔女であることが判明する前から過剰な程のアプローチを行っている。戦闘においては、クロスボウを使って戦う他、補助系のスキルや魔術を使用する。

### 魔女たち
ルーシャ声 - 平野綾
本作のヒロイン。「暁光の魔女」の肩書きを持つ魔女の一人。ある目的の為にメイドとしてエバーガーデンにやって来る。世話焼きなくせに横着なところがあり、エバーガーデンではガーデンチャイルドの世話が仕事だが、洗剤で手が荒れるのを気にしているらしく、皿洗いはやってくれない。しかし、料理の腕前には目を見張るものがあり、ガーデンのメンバーにオフクロの味を提供している。その他、裁縫も得意。箒を見るとニヤつく生粋の箒マニア。アルフとは事あるごとに喧嘩することも少なくないが、アルフが自分を助けに来てくれた時は素直に礼を言ったりと、嫌っているわけではないらしい。
ある時、ヒースが敵となってしまったことが原因でアルフと大喧嘩してしまうが、その後錬聖魔女イリスに追い詰められ窮地に陥ったルーシャをアルフが助けに駆けつけてくれた事でアルフとルーシャの心が完全に一体となり、アルフを自分のリムとして覚醒させた。以後、アルフに対して絶対の信頼を寄せるようになる。
最終決戦の前では「アルフのおかげで強くなれた」と言ったり、自らの命と引き換えに全てを滅ぼす大技、『オーバーフラッシュ』を発動する直前では優しい声で「バイバイ、アルフ」と彼だけを名指し（アルフの能力で守れるのだが、この時は星を守らなくてはならず、彼女を守る事はできなかった）した事を考えると、彼女も彼を好いている事が窺える。
戦闘の際は光る杖で魔法を操り戦う。また、自分自身の命を犠牲にして全てを滅ぼす究極の光魔法「一閃の矛」こと「オーバーフラッシュ」が使える（彼女だけ、というわけではなく、全ての光の魔女に使えるらしく千年前も別の光の魔女が使ったという記述が作中の本の中にある）。
『アークライズファンタジア』にゲスト出演している。ルーシャが「オーバーフラッシュ」の際に1回転するのと、戦闘不能になったらぺたんと座るのは、ルミナスアークOPムービーを彷彿とさせる。
『絶対に負けないんだから！』
身長154cm、Cカップ。
信条：あんたになんか絶対負けない
セシル声 - 折笠富美子
ルミナス教の司祭。おっとりとした女の子で仲間思い。癒しの魔法で味方をサポートする。メガネをかけており、はずすと何も見えなくなるほどのド近眼。
その正体は「星影の魔女」の肩書きを持つ魔女。運命を支配する闇の力を持ち、かつて神との戦いに備えてアルフ達と出会う為にマザーラピスに自分の魔女としての力と記憶を封印して魔女の里を旅立った。しかしマザーラピスが天使プリエルに砕かれたことにより、本来の使命、そして記憶と力を取り戻す。魔女の長であるクレアですら知り得ない古代のルーンや知識に精通しており、アルフ達を真実へと誘う。記憶を取り戻した後もアルフ達と過ごした記憶は消えておらず、仲間思いで心優しい性格は全く変わっていない。
司祭のときは杖を、魔女に戻ってからはランスを用いて魔法を操り戦う。
『ルミナスアーク2 ウィル』では、司祭の姿でフェイタル温泉組合の一員として登場。
身長164cm、Bカップ。
メル声 - 斎藤千和
「清廉の魔女」の肩書きを持つ魔女。水属性の魔法を扱う。幼い容姿をしている反面、言葉遣いは年寄りじみており、「ワシ」という一人称と語尾に「〜なのじゃ」と付ける喋り方が特徴（そして実際見た目に反して魔女の中でも年長者の方）。思慮深い性格をしているが、一方でかなりの甘えん坊。水戸黄門のような勧善懲悪ものの時代劇を好み、侍姿のカイには特に友好的である。
「ど〜ろろんぱ」という掛け声で、瞬間移動をする魔法を使用することができる。戦闘の際は大きな葉っぱで魔法を操り戦う。
常にカエルの人形を抱えており、当初の設定ではこのカエルの人形は動いて戦闘をサポートするというものとなっていた。ゲーム中ではフラッシュドライブの時に動くという演出がなされている他、活動しているシーンは無い。
身長140cm、Aカップ。
ウィウィ声 - 倉田雅世
「浮雲の魔女」の肩書きを持つ魔女。風属性の魔法を扱う。あるがままを信条としており、マイペースでのんびりとした性格の気分屋。昼寝と鬼ごっこが大好き。魔法の絨毯で移動し、ランプを銃に変えて戦う。
誰かに強制されるのが大嫌いで、自分のやりたい事以外はやりたがらない。　
身長154cm、Aカップ。
マヴィ声 - 浅川悠
「覇緑の魔女」の肩書きを持つ魔女。木属性の魔法を扱う。強い魔力は強い肉体に宿ると信じ、日々訓練に励む。仁義を貫き通す性格で、魔女の長であるクレアをとても慕っているが、その為直情径行で好戦的なヴァネッサとは仲が悪い。人間の身勝手さに激しい憤りを感じており、アルフ達に協力するのも、すべては星を救うためだと主張する。実は蜘蛛が大の苦手。
魔女の中でも肉体派のため、戦闘の際はグローブを用いた殴り合いを得意とする。
身長172cm、Bカップ。
クレア声 - 大原さやか
「紫電の魔女」の肩書きを持つ魔女。雷属性の魔法を扱う。魔女たちの長だが、優柔不断な性格で失敗するとすぐに落ち込んでしまう。尤も、失敗しなくてもくよくよしてしまうシーンも見受けられる。しかし、オーバーフラッシュ発動時の、巻き添えを防ぐ為にアルフとルーシャ以外は退却するシーンでは、いつまでも退却しないニコラを叱って張り倒すという成長が見られた。
戦闘の際は本を用いて魔法を操り戦う。
身長165cm、Dカップ。
ヴァネッサ声 - 伊藤静
「紅蓮の魔女」の肩書きを持つ魔女。火属性の魔法を扱う。荒っぽい性格で、クレアのやり方に反発し物事に強行的な姿勢をとる。巨大な鎌を武器として操り、グルとガルというモンスターを引き連れている。右目が青、左目が赤のオッドアイの持ち主。また、スタイルが良くかなりの巨乳で、非常に煽情的な服装をしているほか、左の胸に赤い色の星の刺青（特典用のイラストでは衣装を交換したルーシャにもついているためシール?）がある。
当初の設定は『はぐれ魔女』だった。
『ルミナスアーク2 ウィル』では、各地の温泉をコピンに占拠させ、温泉バトルのボスとして現れるほか、『アークライズファンタジア』にゲスト出演している。
『フフッ。紅蓮の魔女こそが最強なのさ！』
身長169cm、Fカップ。

### 賢者たち
アリス声 - 木下鈴奈
パヤン=パヤンのもとで呪言の勉強をしている魔女見習いの少女で、テレスの双子の姉。おっとりした性格で、明るいテレスに憧れている。
『ルミナスアーク2 ウィル』に、テレスとともに戦闘に参加できるキャラとして特別出演している。
テレス声 - 永田依子
パヤン=パヤンのもとで呪言の勉強をしている魔女見習いの少女で、アリスの双子の妹。明るく活発な性格で、趣味はお菓子作り。しっかり者のアリスを尊敬している。
『ルミナスアーク2 ウィル』に、アリスとともに戦闘に参加できるキャラとして特別出演している。
パヤン＝パヤン声 - 土方優人
森に暮らす賢者。魔女達からは「パパ様」と呼ばれる。「よなたま族」と呼ばれる種族で、ジュゴンのような姿をしている。
ポロン＝ポロン声 - 小伏伸之
賢者パヤンの弟子。愛称は「ポロン」。同じくジュゴンのような姿をしている。戦闘ではナイフを使って戦う。ちなみに、密かに戦隊モノに憧れており、サブシナリオではヒースたちを巻き込んで戦隊ごっこをすることになる。

### ルミナス教団（初期）
キングストン声 - 滝知史
ルミナス教団の最高権力者。神の操作を目論むもプリエルの手によって失敗する。
ヨハネス声 - 斎賀みつき
「神の器」の印を持って生まれた少年。法王の位に就き、神の化身として崇められる。
アンドレ声 - 若本規夫
ゼフィロス騎士団の団長でキングストンの配下。体を鍛えることが趣味。冷酷で戦いに関しては貪欲な性格。何でも暴力で解決しようとし、上の者に媚び、下の者には威張り散らす（無銭飲食は当たり前、町の娘に無理矢理お酌をさせたり、文句を言った人を殴りつけたこともある。この傍若無人さが咎められないのはキングストンが彼の後ろ盾となっているため）ので評判が悪い。せっかちな性格である。
昔、レオンの父親をだましうちで殺したが、レオンの敵討ちによって殺される。
カイ声 - 大原崇
ユーラス騎士団に所属している青年。武士（もののふ）としての修行を積んでいるサムライで、刀を武器にして戦う。普段は物静かで無口な性格だが、その心には本物の武士道精神を宿しており、敵に対しては闘志や怒りをむき出しにして戦うことも多い。
教典の町ミッドラスタで教団兵の大群に囲まれ、窮地に陥ったアルフ達を助け出し、以後彼らに同行する事になる。後に発覚するが、これはヒースが「オレが教団に留まる間、アルフ達を助けてやってくれ」と彼に頼んだ事だった。ヒースとは士官学校時代からの無二の親友であり、カイと話すときだけはヒースも自分のことを「オレ」と呼ぶなど、若干砕けた口調になるのが見て取れる。
イリス声 - 木村亜希子
教団が対魔女用に造り出した『錬成魔女』。人工的な創造物だが、雷のラピスティアを心臓に埋め込んでいるため、魔女に匹敵するほどの能力を持つ。もともとは人間で、ヒースによって拾われた孤児だったが、今では感情を失っている。
ヒースに対してある種の好意を抱いており、ヒースと再会した際はエラーを起こして動けなくなってしまった。しかし、後にその感情ですらアルフ達を攻撃する為に利用される。
プリエルが神の生け贄としてヒースの命を奪おうとした際に彼を庇い、その前のアルフ達との戦闘でのダメージも重なって死亡する。
ユゴー声 - 巻島直樹
ルミナス教の司祭。キングストンの配下でいつもこき使われている中間管理職のような人物。アンドレの人使いの荒さやプリエルの身勝手さに振り回されている苦労人。
『ルミナスアーク2 ウィル』では、フェイタル温泉組合の一員として登場。
ゼハル神声 - 四宮豪
聖蝕の儀式によって復活した神。ヨハネスの肉体を器としているため、人と似た形をとっている。古の戦いで魔女たちに敗れたが、1000年の長い年月の中で再びその姿を世界に現した。
プリエル声 - 大前茜
神のしもべとして生み出された天使。全ての行動は神の復活のためである。性格は無茶苦茶かつ破壊的で、ニコラ曰く「品の無い」、「魔女様とは雲泥の差」。
コギャルのような喋り方と見た目をしている。
星の力であるルーンとは異なる、神の力の一部を発揮することができる。
終焉の翼声 - 四宮豪
ゼハルの真の姿。腕のない竜、翼竜（ワイバーン）のような姿で、全身が白い羽毛のようなもので覆われている。

## 主なスタッフ
プロデュース
水谷英之
ディレクション
御影良衛
シナリオ
小峰徳司
開発
イメージエポック
音楽プロデュース
光田康典
キャラクターデザイン
柴乃櫂人

## 主題歌
- 『Brilliant World』 歌：織田かおり

作詞：三井ゆきこ　作曲：三留一純　編曲：光田康典・景山将太